# Genetta angolensis
La genetta angolana (Genetta angolensis  Bocage, 1882) è un carnivoro della famiglia dei Viverridi diffusa nell'Africa subsahariana.

## Descrizione

### Dimensioni
Carnivoro di medie dimensioni, con la lunghezza della testa e del corpo tra 440 e 478 mm, la lunghezza della coda tra 380 e 430 mm, la lunghezza del piede tra 80 e 98 mm, la lunghezza delle orecchie tra 47 e 58 mm e un peso fino a 2 kg.

### Aspetto
La pelliccia è lunga. Il colore di fondo del corpo varia dal brunastro al grigio scuro dorsalmente e bianco-crema ventralmente. Una cresta dorsale scura si estende dalle spalle fino alla base della coda. Sono presenti diverse file irregolari di macchie nerastre ben distanziate tra loro lungo i fianchi. Le macchie della prima fila sono unite tra loro, in maniera tale da formare una linea completa solo nella zona posteriore. La parte centrale tra i cuscinetti del palmo della mano è ricoperta di peluria. La coda è più corta della testa e del corpo, ha 6-7 anelli chiari intervallati da anelli più scuri larghi circa il doppio, mentre la punta è nera. Gli arti posteriori sono nerastri. Le femmine hanno solitamente due paia di mammelle addominali.

## Biologia

### Comportamento
È una specie terricola e notturna che si nutre al suolo di notte.

### Alimentazione
Si nutre di roditori e invertebrati come cavallette e insetti chitinosi. Talvolta si ciba anche di frutta e steli d'erba.

## Distribuzione e habitat
Questa specie è diffusa nell'Angola centrale, sud-occidentale e orientale, Repubblica Democratica del Congo meridionale, Zambia occidentale e nord-orientale, Malawi meridionale, Tanzania meridionale, centrale e centro-orientale.
Vive nelle savane alberate di miombo con precipitazioni elevate stagionalmente.

## Conservazione
La IUCN Red List, considerato il vasto areale e la popolazione localmente comune, classifica G.angolensis come specie a rischio minimo (Least Concern).